# Abbruchjäger
Abbruchjäger (eigentlich Auktionsabbruchjäger) sind Teilnehmer an Onlineauktionen, die lediglich minimale Beträge bieten und auf einen Abbruch der Auktionen hoffen. Wird eine Auktion vom Verkäufer abgebrochen, fordern sie Schadensersatz in Höhe des Differenzbetrags zwischen dem Höchstgebot zum Zeitpunkt des Auktionsabbruchs und den Kosten für eine Ersatzbeschaffung des in der Auktion angebotenen Gegenstandes. Ist eine Auktion fehlerhaft beschrieben, erreicht sie nicht genügend Bieter, was Abbruchjäger begünstigen kann. In Deutschland scheiterte ein Abbruchjäger vor dem Bundesgerichtshof mit seiner Schadensersatzforderung, da er selber nicht Inhaber des Benutzerkontos war, der Bundesgerichtshof hält eine Rechtsmissbräuchlichkeit allerdings in den Grundsätzen für möglich. Der Bundesgerichtshof stärkte mit seinem Urteil vom 22. Mai 2019, Az. VIII ZR 182/17, die Position der „Abbruchjäger“, da Schnäppchenjagd nicht immer einen Rechtsmissbrauch darstellen muss (so auch: OLG Braunschweig: eBay-Abbruchjäger-Urteil vom 13. Oktober 2022, 7 U 593/20).